# Сияющие (телесериал)
«Сияющие» (англ. Shining Girls) — американский телесериал в жанре триллера, основанный на одноимённой книге Лорен Бьюкес. Премьера состоялась 29 апреля 2022 года на стриминговой платформе Apple TV+.

## В главных ролях
- Элизабет Мосс — Кирби Мазрачи/ Шерон Лидс, сотрудница архива чикагской газеты "Chicago Sun-Times", которая выжила после нападения серийного маньяка несколько лет назад
- Вагнер Моура — Дэн Веласкез, журналист чикагской газеты "Chicago Sun-Times", помогающий Кирби выследить маньяка
- Джейми Белл — Харпер Кёртис, серийный маньяк
- Филлипа Су — доктор Джин-Сук Гвансун (Джинни), научный сотрудник планетария Адлера, потенциальная жертва Харпера
- Эми Бреннеман — Рэйчел, мать Кирби
- Крис Чок — Маркус, фотограф чикагской газеты "Chicago Sun-Times", а также муж Кирби в одной из её меняющихся реальностей

## Второстепенные роли
- Эрика Александер — Эбби, главный редактор чикагской газеты "Chicago Sun-Times"
- Карен Родригез — Джулия Мадригал, одна из жертв Харпера
- Кристофер Денэм[англ.] — Лео Дженкинс, друг Харпера из Франции в период, когда шла Первая мировая война
- Мадлен Брюэр — Клара Мейзер, подруга Харпера, в которую он был влюблен с детства

## Эпизоды
| № | Название                               | Режиссёр        | Автор сценария                     | Дата премьеры  |
| - | -------------------------------------- | --------------- | ---------------------------------- | -------------- |
| 1 | «Линия разреза» «Cutline»              | Мишель Макларен | Силка Луиса                        | 29 апреля 2022 |
| 2 | «Вечная тьма» «Evergreen»              | Мишель Макларен | Силка Луиса                        | 29 апреля 2022 |
| 3 | «Накануне» «Overnight»                 | Дайена Рид      | Алан Пейдж Арриага                 | 29 апреля 2022 |
| 4 | «Со ссылкой на источник» «Attribution» | Дайена Рид      | Катрина Олбрайт                    | 6 мая 2022     |
| 5 | «Сенсация» «Screamer»                  | Элизабет Мосс   | Кирса Рейн                         | 13 мая 2022    |
| 6 | «Яркий свет» «Bright»                  | Дайена Рид      | Наледи Джексон                     | 20 мая 2022    |
| 7 | «Офсет» «Offset»                       | Элизабет Мосс   | Алан Пейдж Арриага, Наледи Джексон | 27 мая 2022    |
| 8 | «30» «30»                              | Дайена Рид      | Силка Луиса                        | 3 июня 2022    |

## Производство
В мае 2013 года, накануне выхода романа «Сияющие» Лорен Бьюкес, компании Media Rights Capital и Appian Way Productions приобрели права на его экранизацию.
В июле 2020 года компания Apple заказала производство телесериала, на главную роль в нём была утверждена Элизабет Мосс. Сценаристом телеадаптации была назначена Силва Луиза, которая также стала исполнительным продюсером и шоураннером. Другими исполнительными продюсерами от компании стали Мосс и Линдзи Макманус (от компании Love & Squalor Pictures), Леонардо Ди Каприо и Дженнифер Дэвиссон (от компании Appian Way Productions), а также Лорен Бьюкес и Алан Пейдж Арриага.
В феврале 2021 года стало известно, что в телесериале снимется Вагнер Моура. В мае 2021 года к актёрскому составу присоединился Джейми Белл, а в июле — Филлипа Су, в августе — Эми Бреннеман.
В мае 2021 года стало известно, что режиссёрами первого сезона станут Элизабет Мосс, Мишель Макларен и Дайана Рид. Макларен была назначена режиссёром первых двух эпизодов, Мосс — ещё двух, а Рид — оставшихся четырёх.
Съёмки первого сезона прошли с 24 мая по 27 октября 2021 года в Чикаго.

## Премьера
Премьера телесериала состоялась 29 апреля 2022 года на платформе Apple TV+.

## Оценки критиков
На сайте-агрегаторе Rotten Tomatoes рейтинг телесериала составляет 82 % на основании 28 рецензий критиков со средней оценкой 7,1 из 10.
На сайте-агрегаторе Metacritic рейтинг мини-сериала составляет 65 баллов из 100 возможных на основании 18 рецензий критиков, что означает «в целом положительные отзывы».